# Конституционный суд Таиланда
Конституционный суд Таиланда (тайск. ศาลรัฐธรรมนูญ) — специализированный судебный орган конституционного контроля в Королевстве Таиланд.

## История

### Учреждение
Первоначально был учреждён согласно конституции 1997 года. Под юрисдикцию суда попадает проверка конституционности законов принимаемых парламентом, королевских декретов и законопроектов, а также назначение и отставка должностных лиц и разрешение вопросов о законности деятельности различных политических партий. Суд состоял из 15 членов, избиравшихся на девятилетний срок и назначавшихся королём по рекомендации Сената:
- пятеро были судьями Верховного суда (ВС) и избирались Пленумом ВС путём тайного голосования;
- двое были судьями Высшего административного суда (ВАС) и избирались Пленумом ВАС путём тайного голосования;
- пятеро были экспертами в области права, утверждёнными Сенатом после отбора специальной комиссией, состоявшей из председателя Верховного суда, четырёх деканов права, четырёх деканов политологии и четырёх представителей политических партий, членами которых были представители;
- трое были экспертами в области политологии, одобренными Сенатом после отбора той же комиссией.

Тем самым копировалась модель формирования Конституционного суда Италии.

### Роспуск 2006 года и Конституционный трибунал
В 2006 году Суд был распущен. Тогда же было отменено действие конституции в связи с военным переворотом, совершённым вооружёнными силами. Конституционный трибунал, который был учреждён на основании временной конституции 2006 года состоял из 9 членов, назначаемых только органами судебной власти, без участия законодательной:
- председатель Верховного суда в качестве председателя Конституционного трибунала;
- председатель Верховного административного суда в качестве заместителя председателя Конституционного трибунала;
- пять судей избирались пленумом Верховного суда путём тайного голосования;
- двое судей избирались пленумом Верховного административного суда путём тайного голосования.

### Конституция 2007 года
По конституции 2007 года Конституционный суд состоял из девяти членов, все из которых избирались на девятилетний срок и назначались королём по рекомендации Сената:
- трое из них являлись судьями Верховного суда и избирались пленумом Верховного суда путём тайного голосования;
- двое были судьями Верховного административного суда и избирались пленумом ВАС также путём тайного голосования;
- двое являлись экспертами в области права, утверждёнными Сенатом после отбора специальной комиссией, состоявшей из председателя Верховного суда, председателя ВАС, председателя Палаты представителей, лидера оппозиции и одного из руководителей конституционных независимых агентств (главного омбудсмена, председателя избирательной комиссии, председателя Национальной антикоррупционной комиссии или председателя Государственной аудиторской комиссии);
- двое судей были экспертами в области политологии, государственного управления или других областей социальных наук и утверждались Сенатом после отбора той же комиссией.

### Переворот 2014 года и конституция 2017 года
После военного переворота 2014 года суд не был распущен. До вступления в силу конституции 2017 года судьи Конституционного суда 2007 года продолжали работать на своих местах. С 2017 года Конституционный суд продолжил состоять из девяти членов, назначаемых королём:
- трое судей Верховного суда, занимавшие должность не ниже должности председателя Верховного суда не менее трёх лет, избранные пленумом Верховного суда в ходе тайного голосования;
- двое судей Верховного административного суда, занимавшие должность не ниже судьи Верховного административного суда не менее пяти лет, избранные пленумом Верховного административного суда в ходе тайного голосования;
- один квалифицированный специалист в области права, выбранный из числа лиц, занимавших или занимающих должность профессора в университете Таиланда не менее 5 лет и имеющих подтверждённые академические достижения;
- один эксперт в области политологии или государственного управления, выбранный из числа лиц, занимавших или занимающих должность профессора в университете Таиланда не менее 5 лет и имеющих подтверждённые академические достижения;
- двое квалифицированных лица, отобранных из числа тех, кто находится или находился на государственной службе в должности не ниже директора или эквивалентного руководителю государственного учреждения или занимавшие должность не ниже заместителя Генерального прокурора не менее 5 лет.

Выбранное или назначенное лицо должно быть одобрено Сенатом не менее чем половиной голосов всех действующих членов Сената.
С 2017 по 2024 год в Конституционном суде председательствовал Нурак Марпранит.

## Юрисдикция
В соответствии с Конституцией 2007 года Суд уполномочен рассматривать следующие вопросы:
| #  | Вопросы | Разделы конституции, на которых базируется вопрос | Возможные заявители                                                                                  |
| -- | --- | ------------------------------------------------- | --- |
| 1  | Ходатайство о принятии решения относительно того, является ли резолюция политической партии, к которой принадлежит заявитель, такой, которая противоречит основополагающим принципам демократического режима правления с королем, как главой государства. | Раздел 65, пункт 3                                | Член рассматриваемой политической партии                                                             |
| 2  | Ходатайство о принятии решения о том, намеревается ли какое-либо лицо или политическая партия 1. подорвать демократический режим правления с королем как главой государства 2. получить власть не признанными Конституцией средствами | Раздел 68                                         | Любое лицо                                                                                           |
| 3  | Ходатайство о лишении полномочий сенатора | Раздел 91                                         | По меньшей мере одна десятая из существующих представителей или сенаторов                            |
| 4  | Ходатайство о справедливости лишения членства в политической партии | Раздел 106 (7)                                    | Представитель, о котором идет речь                                                                   |
| 5  | Ходатайство о принятии решения относительно конституционности проекта, утвержденного Национальной ассамблеей | Раздел 141                                        | Национальная ассамблея                                                                               |
| 6  | Ходатайство о принятии решения относительно того, является ли проект конституционного акта, введенный Кабинетом Таиланда или Палатой представителей, таким, что его нужно запретить. | Разделы 140 и 149                                 | Председатель Палаты представителей или Сената                                                        |
| 7  | Ходатайство о принятии решения относительно 1. законопроекта, одобренного Национальной ассамблеей на основании действия раздела 150, но еще не представленного королю премьер-министром, 2. или законопроекта, который был одобрен Национальной ассамблеей, но еще не был повторно передан королю премьер-министром, что он не является конституционным 1. или его принятие в соответствии с требованиями Конституции | Раздел 154                                        | - По меньшей мере одна десятая из существующих представителей или сенаторов - Премьер-министр        |
| 8  | Ходатайство о принятии решения относительно 1. какого либо проекта Национальной ассамблеи, Сената или Палаты представителей, которые еще не опубликованы в "Королевском вестнике", и являются неконституционными 2. или их принятие в соответствии с требованиями Конституции | Раздел 155                                        | - По меньшей мере одна десятая из существующих представителей или сенаторов - Премьер-министр        |
| 9  | Ходатайство о принятии решения относительно того, будут ли приниматься предложения Палаты представителей или Сената о ежегодном бюджете в тех случаях, когда представители иили сенаторы имеют прямое или косвенное отношение к растрате этого бюджета. | Раздел 168, пункт 7                               | По меньшей мере одна десятая из существующих представителей или сенаторов                            |
| 10 | Ходатайство о принятии решения относительно лишения должности какого либо министра | Раздел 182                                        | - По меньшей мере одна десятая из существующих представителей или сенаторов - Избирательная комиссия |
| 11 | Ходатайство о принятии решения относительно утверждения чрезвычайного указа согласно 184 статьи Конституции | Раздел 185                                        | Не менее одной пятой существующих представителей или сенаторов                                       |
| 12 | Ходатайство о принятии решения относительно того, должно ли какое-либо «письменное соглашение», утвержденное исполнительной властью, быть одобрено парламентом, поскольку: 1. в нем содержится положение, которое приведет к изменению территории Таиланда или экстерриториальных районов, над которыми Таиланд компетентен осуществлять управление согласно международному праву, 2. это будет влиять на экономическое или социальное обеспечение населения, 3. или это значительно ограничит национальную торговлю, инвестиции или бюджет | Раздел 190                                        | По меньшей мере одна десятая из существующих представителей или сенаторов                            |
| 13 | Ходатайство о принятии решения относительно решения административного или военного суда, как того неконституционного. | Раздел 211                                        | Сторона такого дела                                                                                  |
| 14 | Ходатайство о принятии решения относительно конституционности правового положения | Раздел 212                                        | Любое лицо, чье конституционно признанное право или свобода было нарушено                            |
| 15 | Ходатайство о принятии решения в отношении конфликта полномочий между Национальной Ассамблеей, Кабинетом Таиланда или двумя и более конституционными органами, кроме судов юстиции, административных судов или военных судов | Раздел 214                                        | - Председатель Национальной ассамблеи - Премьер-министр - Органы, участвующие в деле                 |
| 16 | В ходатайстве о принятии решения о том, соответствует ли избирательный комиссар необходимой квалификации, и совершил ли незаконные действия. | Раздел 233                                        | По меньшей мере одна десятая из существующих представителей или сенаторов                            |
| 17 | Петиция для 1. роспуск политической партии, которая пыталась получить власть в правительстве не признанными Конституцией способами, 2. и лишения избирательных прав для лидера такой партии и ее членов | Раздел 237 в связи с разделом 68                  | Любое лицо                                                                                           |
| 18 | Ходатайство о принятии решения относительно конституционности любого правового положения | Раздел 245 (1)                                    | омбудсмены                                                                                           |
| 19 | Ходатайство о принятии решения относительно конституционности любого правового положения на основании прав человека | Раздел 257, пункт 1 (2)                           | Национальная комиссия по правам человека                                                             |
| 20 | Другие вопросы, разрешенные правовыми положениями |                                                   | |

## Текущий состав
| №                                              | Фото | Имя                                               | Срок полномочий        | Срок полномочий           | Должность                          | Квота                                                         | Примечания |
| №                                              | Фото | Имя                                               | Вступил(а) в должность | Время в должности         | Должность                          | Квота                                                         | Примечания |
| 1                                              |      | Накарин Мектрайрат (тайск. นครินทร์ เมฆไตรรัตน์)      | 19 марта 2024          | 1 год 3 месяца 27 дней    | Председатель Конституционного суда | Эксперт в области политологии или государственного управления | Ранее был судьёй Конституционного суда с 16 ноября 2015 года по 18 марта 2024 года, после чего был назначен председателем. В 2025 году покидает должность. |
| 2                                              |      | Панья Утчачан (тайск. ปัญญา อุดชาชน)                | 28 ноября 2015         | 9 лет 7 месяцев 18 дней   | Судья Конституционного суда        | Государственный служащий                                      | В 2025 году покидает должность. |
| 3                                              |      | Удом Ситтивираттам (тайск. อุดม สิทธิวิรัชธรรม)        | 1 апреля 2020          | 5 лет 3 месяца 15 дней    | Судья Конституционного суда        | Пленум Верховного суда                                        | |
| 4                                              |      | Вирун Сангтиан (тайск. วิรุฬห์ แสงเทียน)              | 1 апреля 2020          | 5 лет 3 месяца 15 дней    | Судья Конституционного суда        | Пленум Верховного суда                                        | |
| 5                                              |      | Чиранит Хаванонд (тайск. จิรนิติ หะวานนท์)            | 1 апреля 2020          | 5 лет 3 месяца 15 дней    | Судья Конституционного суда        | Пленум Верховного суда                                        | |
| 6                                              |      | Ноппадон Тхеппитак (тайск. นภดล เทพพิทักษ์)          | 1 апреля 2020          | 5 лет 3 месяца 15 дней    | Судья Конституционного суда        | Государственный служащий                                      | |
| 7                                              |      | Бунджонгсак Вонгпрачая (тайск. บรรจงศักดิ์ วงศ์ปราชญ์) | 20 августа 2020        | 4 года 10 месяцев 26 дней | Судья Конституционного суда        | Пленум Верховного административного суда                      | |
| 8                                              |      | Удом Ратхамрит (тайск. อุดม รัฐอมฤต)                | 28 января 2023         | 2 года 5 месяцев 18 дней  | Судья Конституционного суда        | Квалифицированный специалист в области права                  | |
| 9                                              |      | Сумет Ройкулчароен (тайск. สุเมธ รอยกุลเจริญ)        | 19 марта 2024          | 1 год 3 месяца 27 дней    | Судья Конституционного суда        | Пленум Верховного административного суда                      | |
| Источники: Сайт Конституционного суда Таиланда |      |                                                   |                        |                           |                                    |                                                               | |